# 5110 Belgirate
5110 Belgirate este un asteroid din centura principală de asteroizi.

## Descriere
5110 Belgirate este un asteroid din centura principală de asteroizi. A fost descoperit pe 19 septembrie 1987 la Stația Anderson Mesa de Edward L. G. Bowell. El prezintă o orbită caracterizată de o semiaxă mare de 2,39 ua, o excentricitate de 0,11 și o înclinație de 3,8° în raport cu ecliptica.